# Kalanchoe rechingeri
Kalanchoe rechingeri är en fetbladsväxtart som beskrevs av Raym.-hamet, W. Rauh och Hebding. Kalanchoe rechingeri ingår i släktet Kalanchoe och familjen fetbladsväxter. Inga underarter finns listade i Catalogue of Life.